# Teodemir de Psalmodi
Teodemir (? - c. 825) fou un religiós occità de probable origen got, abat de Psalmodi. Segurament es tracta del Teodemir al que el sacerdot hispà Claudi (després bisbe Claudi de Torí) dedica els seus comentaris sobre el Gènesi, l'Èxode i el Levític, i del que Jonas, bisbe d'Orleans, lloa la regularitat, la pietat, el zel i l'erudició que diu era coneguda a tota França. Teodomir, tot i l'amistat, va refutar a Claudi, ja que els seus comentaris no estaven totalment d'acord amb el dogma, ni en els escrits ni en la paraula, i entrava en alguns errors sobre el culte de les imatges i de les relíquies. En una carta Teodomir esmena a Claudi que li contestà en termes de fidelitat i amargura, i Teodomir li va tornar a escriure per refutar-lo una segona vegada de la que només queda un fragment conservat per Jonas. Per aquests documents se sap que tenia a les seves ordres 140 religiosos.
Va rebre d'un senyor de Nimes de nom Braiding, béns considerables (al mateix temps Braiding va fer donacions a l'abadia d'Aniana a les diòcesis de Nimes, Uzès i Magalona i al Comtat de Gavaldà) en una carta en la qual s'esmenta per primer cop la vila d'Aimargues (Armasanica) situada a la costa (in littoriaria).